# Uno di noi (romanzo giallo)
Uno di noi (in originale Murder by an Aristocrat) è un romanzo giallo del 1932, della scrittrice statunitense Mignon Good Eberhart. È il quinto episodio incentrato sull'infermiera Sarah Keate. Nell'edizione britannica, il libro è stato pubblicato con il titolo Murder of My Patient.

## Trama
In una notte estiva, Sarah Keate viene chiamata in casa Thatcher, su richiesta del dottor Daniel Bouligny, per assistere un componente della famiglia che si è ferito alla spalla con una pistola. Si tratta di Bayard, un cugino dei proprietari, temporaneamente ospite. Quando però l'infermiera inizia il suo servizio, Bayard le ordina alcune precauzioni perché si sente minacciato. Fa capire che non si è ferito da solo, ma tace il nome del responsabile. La notte infatti trascorre insonne per Sarah,  che crede di aver visto qualcuno sul balcone della camera. Il mattino seguente, il paziente fa una richiesta insolita: dice a Sarah di scendere a colazione, ma di chiuderlo a chiave, perché nessuno entri da lui. Sarah conosce tutta la famiglia, tranne Dave che è andato al cimitero.
Nel pomeriggio, invitata a prendere riposo in giardino, si accomoda su un sedile davanti alla porta d'ingresso e vede uscire tutti i familiari e ospiti a intervalli di pochi minuti. La casa resta vuota, eccetto che per Bayard (in camera sua), la governante Emmeline e il giardiniere Higby. Dopo le quattro c'è il ritorno alla spicciolata di varie persone, finché Emmeline lancia un urlo altissimo: ha trovato Bayard ucciso da un colpo di pistola nella biblioteca. Si pensa a un ladro, dato che i gioielli di famiglia sono spariti, ma Sarah non ha visto nessuno, così come Emmeline e Higby. Il medico e lo sceriffo si pronunciano per il furto da parte di ignoti, però sono parenti dei Thatcher e non li metterebbero mai in imbarazzo.
Nelle ore che seguono, la cameriera Florrie ha un terribile mal di testa e chiede a Sarah dell'aspirina. Poco dopo Sarah si accorge che Florrie è in pericolo di vita; il suo pronto intervento consente di evitare una tragedia, il dottore non sarebbe arrivato in tempo. Inspiegabilmente però, nella scatola di aspirina le compresse erano sostituite con Veronal e Florrie, ignara, ne aveva preso troppo. Sarah vorrebbe andarsene, ma la pregano di rimanere ad assistere Florrie. Così la donna, che ha già ravvisato molti indizi, intercetta una lettera e capisce di essere sorvegliata; inoltre la scatola di pillole è scomparsa. È apparentemente scomparso anche Dave, sospettato dai familiari di essere l'assassino di Bayard: aveva vecchi conti da regolare, non più di quanti ne aveva il fratello Hilary. E invece Dave viene trovato morto nel suo studio (insonorizzato) e la causa è una dose massiccia di Veronal.
Ormai la famiglia, sebbene protetta dalle autorità, deve interrogarsi su quali persone e circostanze siano causa di due morti. Adela, capo indiscusso, istruisce un'indagine alla presenza di Sarah, di cui vuole assicurarsi il silenzio. Risulta che Bayard ricattava Hilary; che Janice (moglie di Dave) era innamorata corrisposta di Allen, fratello della cognata Evelyn; che Dave aveva contratto un'assuefazione da Veronal e questo consentiva a Bayard di tenerlo in pugno; che al cimitero, nella tomba di un'antenata, veniva deposto il farmaco. Florrie è stata avvelenata per caso, ma Dave, disperato, ha ingerito tutte le compresse, pur non volendo esplicitamente farla finita. Alla fine Sarah, vedendo che tutti sono molto sofferenti e puniti dalle circostanze, acconsente a chiudere la questione. La sua scelta è compensata da una lettera di Adela, nella quale la donna confessa di aver ucciso Bayard che, allevato come Hilary e Dave, si comportava come il cuculo, distruggendo il nido che lo ha ospitato.

## Personaggi
- Sarah Keate, infermiera di mezza età con i capelli rossi.
- Adela Thatcher, nubile ultracinquantenne a capo dell'illustre e omonima famiglia.
- Dave Thatcher, il fratello minore di Adela, ha meno di quarant'anni.
- Janice, giovane moglie di Dave.
- Hilary Thatcher, fratello di Adela e Dave, ha poco più di quarant'anni e due figli adolescenti.
- Evelyn Thatcher, moglie di Hilary.
- Allen Carick, fratello minore di Evelyn.
- Bayard Thatcher, lontano cugino, allevato da Adela con Dave e Hilary.
- Daniel Bouligny, medico e parente dei Thatcher.
- Emmeline, Higby e Florrie, persone di servizio in casa Thatcher.

## Opere derivate
Nel 1936, dall'omonimo romanzo, è tratto il film Murder by an Aristocrat, regia di Frank McDonald, con Marguerite Churchill (Sally Keating) e Lyle Talbot.

## Edizioni in italiano
- Eberhart, Mignon Good, Uno di noi, traduzione autorizzata dall'Inglese di Giuseppina Taddei, collana I Libri Gialli n. 122, Milano: A. Mondadori, 1935
- Eberhart, Mignon Good, L'infermiera volante [contiene: Uno di noi: (Murder by an aristocrat); L'elefante di giada: (While the patient slept); La trappola : (The mystery of hunting's end); traduzione dall'inglese a cura di Alberto Tedeschi, Milano-Verona: A. Mondadori, 1952
- Eberhart, Mignon Good, Uno di noi, collana I capolavori dei Gialli n. 306, Milano: A.Mondadori, 1966
- Eberhart, Mignon Good, Uno di noi, traduzione di Maddalena Damiani, collana I Classici del Giallo Mondadori n. 508, Milano: A. Mondadori, 1986